# 日本音樂事業者協會
日本音樂事業者協會（英語：Japan Association of Music Enterprises）是1963年成立，由日本各唱片公司及相關公司所組成的協會組織，其成立主要是為促進日本政府對著作權及肖像權的相關立法工作，預防和打擊侵權行為；同時也為促進藝人就業和協調各唱片公司的關係。

## 管理層
- 會長：堀義貴（日语：堀義貴）（隸屬堀製作株式會社）
- 專務理事：五藤宏
- 常任理事：
  - 神林義弘（隸屬長良製作）
  - 本間憲（隸屬LesPros娛樂）
  - 吉田美樹（隸屬渡邊製作（日语：渡辺プロダクション））

## 外部連結
- 日本音樂事業者協會 （页面存档备份，存于）（日語）